# Chiesa cattolica a Vanuatu

Localizzazione di Vanautu.

La Chiesa cattolica nella Repubblica di Vanuatu è parte della Chiesa cattolica in comunione con il vescovo di Roma, il papa.

## Demografia
Lo stato di Vanuatu, costituito da un arcipelago di 83 isole, ha una superficie complessiva di 12.200 km² e una popolazione di circa 205.000 abitanti (2004). Il cristianesimo è la religione più diffusa nella repubblica. In base al censimento del 1999, il cattolicesimo costituiva la terza confessione religiosa del Paese con il 13,1% della popolazione totale, preceduta dal presbiterianesimo con il 31,4% e dall'anglicanesimo con il 13,4%.

## Storia
In epoca coloniale l'arcipelago era conosciuto col nome di Nuove Ebridi. Esse accolsero i primi missionari (i padri Maristi) nel 1848, ma in seguito le isole rimasero per quasi quarant'anni senza missionari cattolici, favorendo così l'ingresso dei missionari presbiteriani e anglicani. La missione cattolica riprese nel 1887. Nel 1901 fu eretta la prefettura apostolica, divenuto vicariato apostolico nel 1904. Il 21 giugno 1966 il vicariato apostolico è stato elevato a diocesi.

## Organizzazione ecclesiastica
Attualmente l'intera superficie dello stato fa parte della diocesi di Port-Vila, suffraganea dell'arcidiocesi di Numea in Nuova Caledonia.
Il primo vescovo nativo dell'arcipelago è stato monsignor Michel Visi, morto improvvisamente a 52 anni nel 2007.
L'episcopato isolano fa parte della Conferenza Episcopale del Pacifico.

## Nunziatura apostolica
Santa Sede e Vanuatu hanno stabilito relazioni diplomatiche il 20 luglio 1994: è stata, così, costituita la nunziatura apostolica, separandola dalla delegazione apostolica nell'Oceano Pacifico. Sede del nunzio è la città di Wellington, capitale della Nuova Zelanda.

### Nunzi apostolici
- Thomas Anthony White (1º settembre 1994 - 27 aprile 1996 dimesso)
- Patrick Coveney (15 ottobre 1996 - 25 gennaio 2005 nominato nunzio apostolico in Grecia)
- Charles Daniel Balvo (1º aprile 2005 - 17 gennaio 2013 nominato nunzio apostolico in Kenya e osservatore permanente della Santa Sede presso l'UNEP e l'UN-HABITAT)
- Martin Krebs (23 settembre 2013 - 16 giugno 2018 nominato nunzio apostolico in Uruguay)
- Gábor Pintér, dal 14 gennaio 2025